# Dodge Charger (1981)
La Dodge Charger II è un'autovettura compact costruita dalla casa automobilistica statunitense Dodge dal 1981 al 1987. Fu la sola Charger ad avere la trazione anteriore.

## Storia

### La seconda Charger: 1983-1987

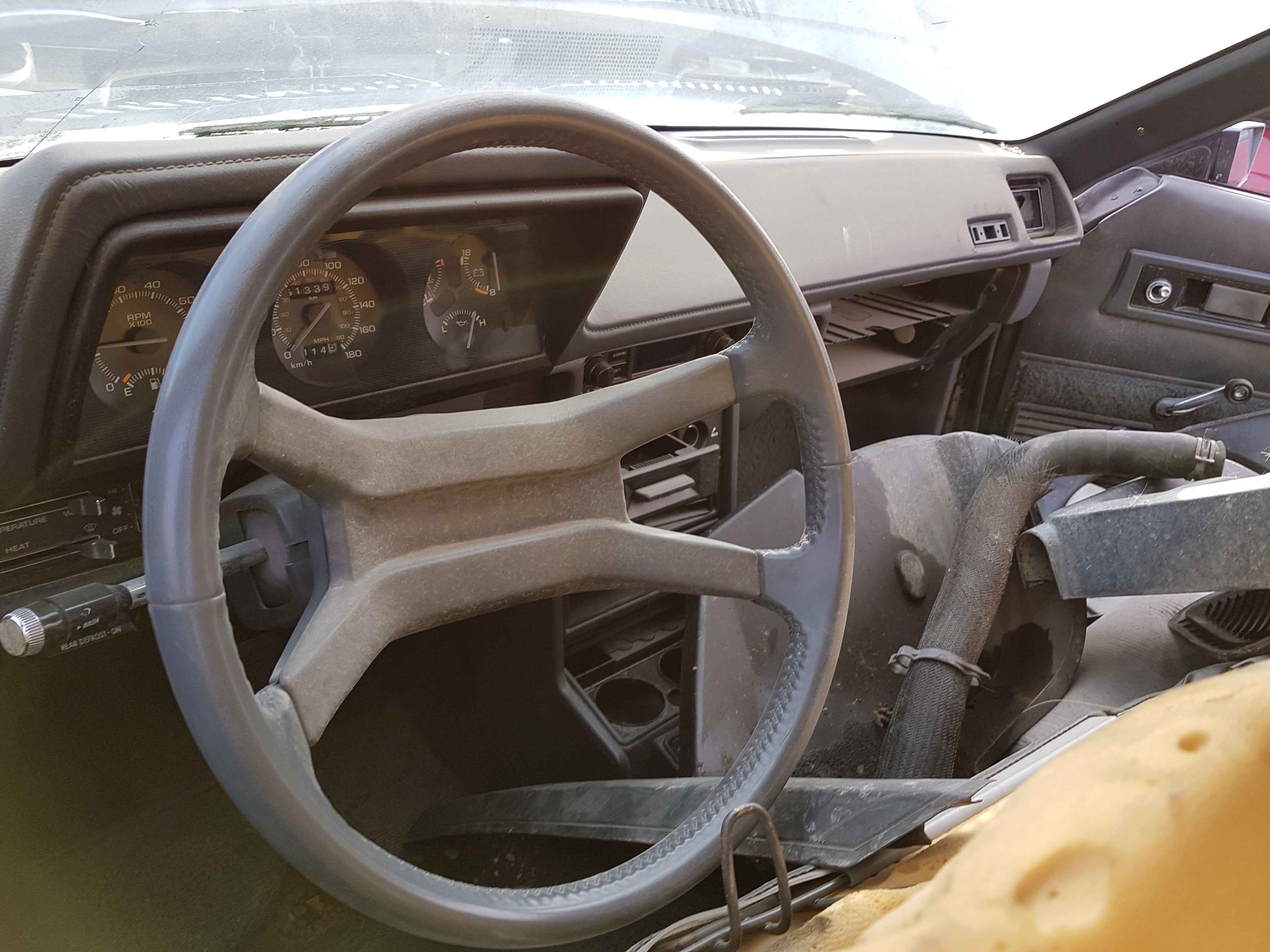
Interni

La Charger fu reintrodotta nel 1981, questa volta basata sul pianale L della Chrysler. Lo stile della vettura ricordava quello della terza serie della Ford Mustang. Questa generazione di Charger era in sostanza una Dodge 024 a cui venne cambiato il nome. La vettura era compatta ed aveva una maneggevolezza tipicamente sportiva. Appartenente alla categoria delle subcompact, fu disponibile con un solo tipo di carrozzeria, hatchback tre porte. La trazione era anteriore.

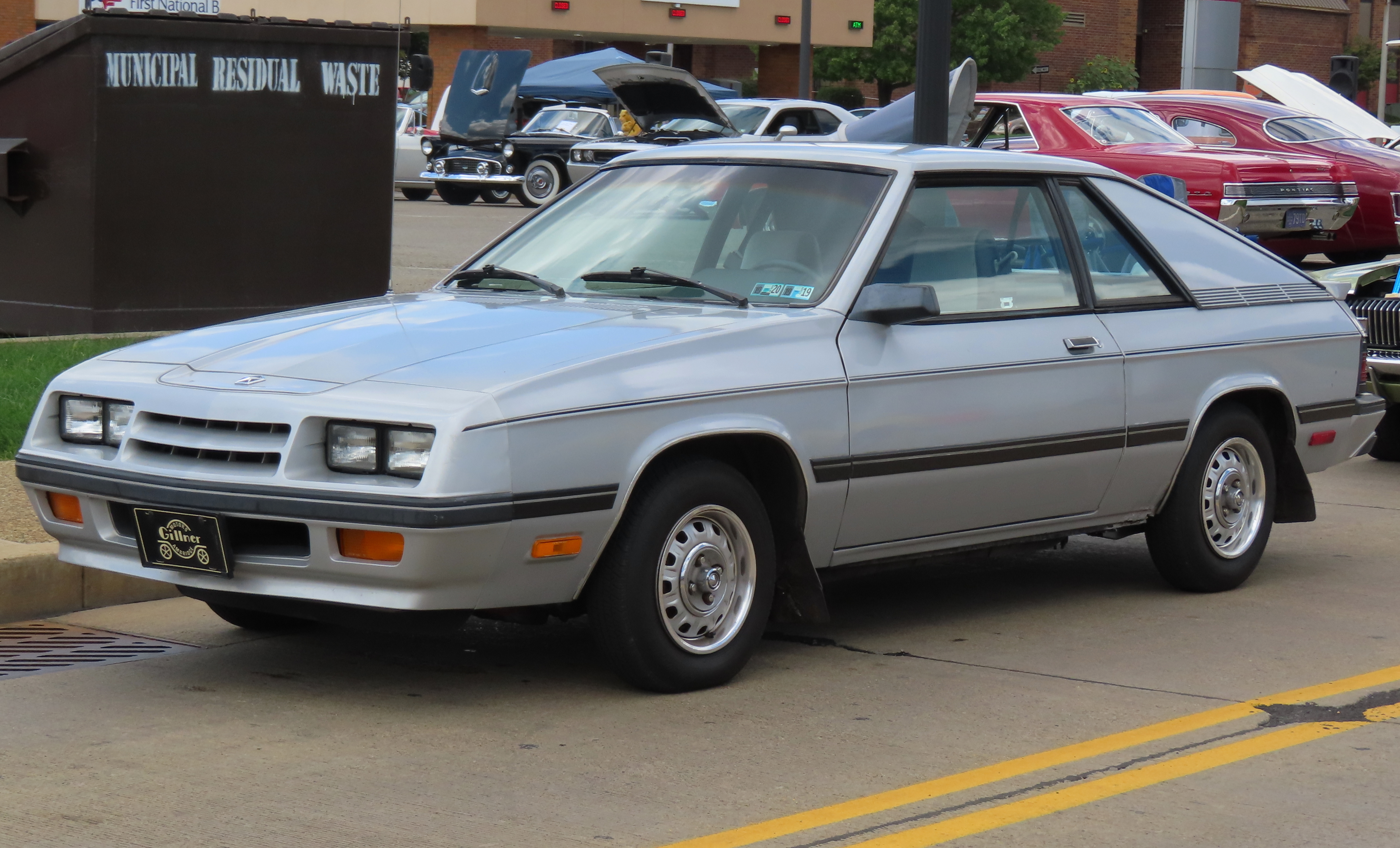
Charger 1987

Il motore era installato anteriormente e le motorizzazioni disponibili furono:
- Peugeot 6J da 1,6 L di cilindrata, quattro cilindri in linea;
- Volkswagen EA827 da 1,7 L, quattro cilindri in linea;
- Chrysler K da 2,2 L, quattro cilindri in linea;
- Chrysler Turbo I da 2,2 L, quattro cilindri in linea;
- Chrysler Turbo II da 2,2 L, quattro cilindri in linea.

I cambi offerti furono tre, due manuali (a quattro o cinque rapporti), ed un cambio automatico a tre marce. Nel 1984 la vettura subì un leggero restyling per quanto riguarda la parte anteriore. Nel 1985 venne apportato un ulteriore restyling per sottolineare l'introduzione dei nuovi propulsori turbo. Questa serie di Charger fu in produzione fino al 1987, quando, dopo la produzione di 2011 esemplari, venne sostituita dalla Dodge Shadow.

## Evoluzione

### Shelby Charger GLHS

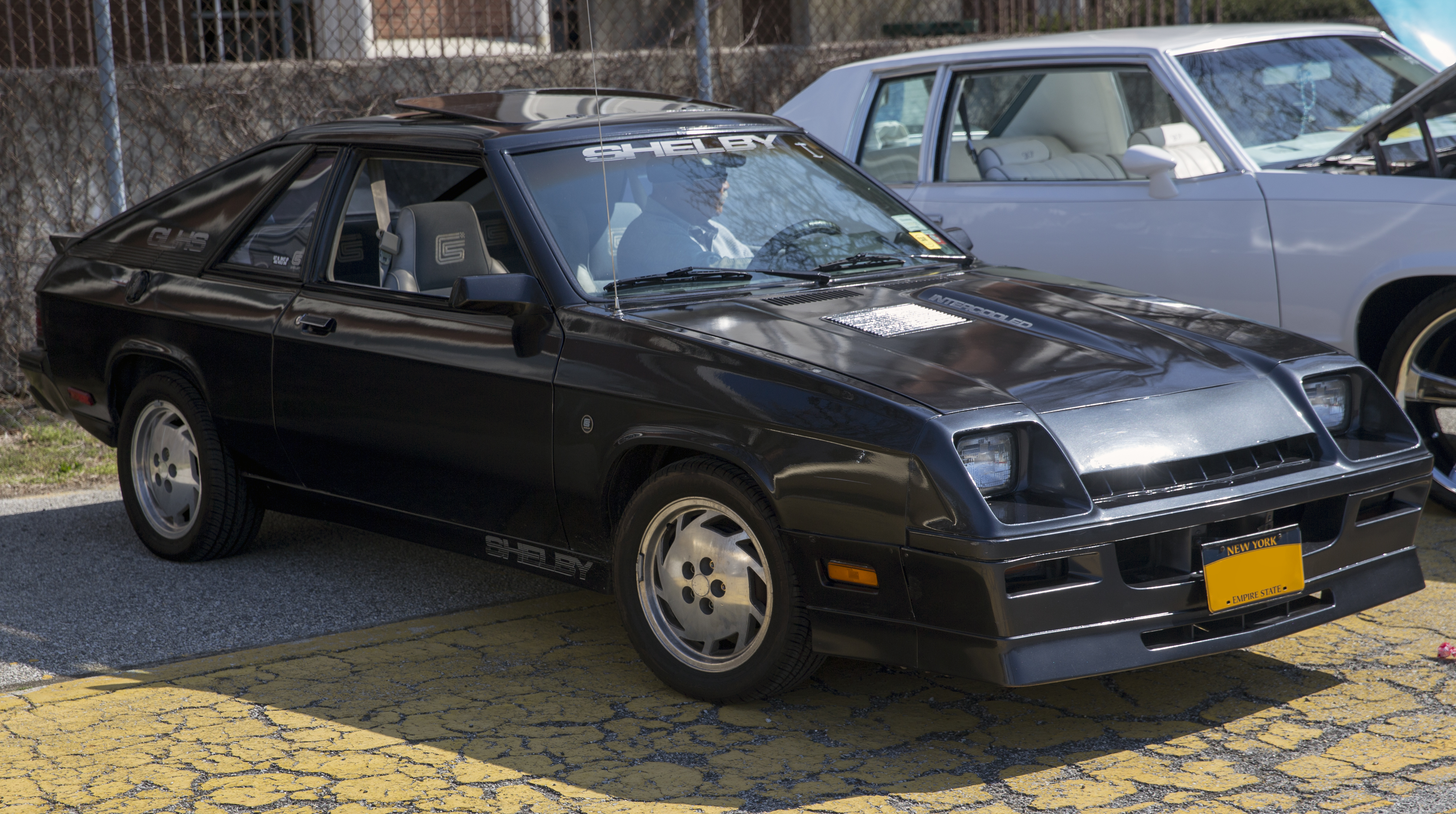
Shelby Charger GLHS

La Shelby acquistò le ultime 1000 Dodge Charger prodotte e provvide a potenziarle. Furono denominate GLHS e presentavano una versione potenziata del precedente propulsore Turbo con potenza accresciuta a 174 CV e 237 Nm di coppia grazie all'aggiunta di un nuovo intercooler. Sono stati inoltre aggiunti ammortizzatori Koni e pneumatici maggiorati Z. Ogni vettura presentava una targhetta identificativa numerata e una speciale livrea nera.